# Leptoquark
En física de partícules, els leptoquarks (LQ̞s) són partícules hipotètiques que porten informació entre els quarks i leptons d'una mateixa generació. Com a combinació de dos fermions (un quark i un leptó) formen bosons que són triplets de color portadors de nombre leptònic i bariònic,.sLa seva existència és predita per diverses extensions teòriques del Model Estàndard (SM), com technicolor, teories de gran unificació basades en el model de Pati–Salam, o en altres grups com SU(5) o E6. Els seus nombres quàntics, com l'espín (poden ser bosons vectorials d'espín 1, o escalars, d'espin 0), càrrega elèctrica (fraccional), i isospin feble, varien entre teories.
Els leptoquarks tindrien unes masses molt elevades i només podrien ser creats a altes energies, desintegrant-se ràpidament en altres partícules del SM. Una tercera generació de leptoquarks, per exemple, pot decaure en un quark fons i un leptó tau. Alguns càlculs teòrics proposen que els leptoquarks són exemples de preons, o que poden explicar l'existència de tres generacions de matèria amb el mateix nombre de quarks i leptons, així com altres semblances entre els sectors de quarks i leptons. Hi hauria tres classes de leptoquarks formats a partir dels leptons i quarks de cada generació, tot formant una nova forma de matèria que, a altes energies, unifica els dos tipus de fermions.

El març de 2021, hi va haver alguns informes que insinuaven la possible existència de leptoquarks com una diferència inesperada en la forma en què els quarks bellesa decauen per crear electrons o muons. La mesura es va fer amb una significació estadística de 3.1σ, que està molt per sota del nivell de 5σ que normalment es considera un descobriment.

## Recerques experimentals
La creació i desintegració de LQs és similar a la producció de quarks massius. La producció de leptoquarks en col·lisions de partícules a alta energia generalment resulta en producció de neutrins molt energètics que no poden ser explicats per processos descrits pel SM. El 1997, un excés d'esdeveniments a l'accelerador HERA respecte de les prediccions teòriques del SM, va ser atribuït a la possible existència de leptoquarks. Tanmateix, estudis posteriors a HERA i Tevatron, amb mostres de dades més grans, descarten aquesta possibilitat per masses de leptoquarks inferiors a 275-325 GeV. La segona i tercera generació de leptoquarks també són objecte de recerques (negatives fins ara) al Large Hadron Collider, que permet explorar el règim de masses de LQs en el rang dels TeV.